# Stephen Kiprotich
Stephen Kiprotich (Kapchorwa kerület, 1989. február 27. –) ugandai hosszútávfutó, a férfi maratonfutás világ és olimpiai bajnoka. Gezahegne Abera etióp atléta után ő a második maratoni futó, akinek sikerült egymás után megszerezni ezt a két bajnoki címet.
Az olimpiát meleg, napfényes, de párás időjárásviszonyok között 2:08:01 idővel nyerte meg. A győzelem fényét emeli, hogy ezzel az éremmel Uganda 1996 után szerzett ismét érmet, a legutóbbi aranyukat 1972-ben szerezték, valamint a maratoni futásban ez volt az első éremszerzésük.

## Élete
Hetedik gyerekként született egy ugandai földműves családba, nem messze a kenyai határtól a Kapchorwa kerületben. Gyermekkorában három osztályt nem tudott elvégezni, egy nem diagnosztizált betegsége miatt. 2004 és 2006 között nem foglalkozott atlétikával, mert az iskolát kellett befejeznie. 17 éves korában hagyta abba a tanulást és Kenyába költözött azért, hogy Eliud Kipchoge tanítványa lehessen. A felkészülés költségeit egy amerikai nonprofit alapítvány biztosította.
Az eddigi legjobb maratoni ideje 2:07:20, melyet 2011-ben ért el Hollandiában az Enschede Marathonon. Ez egyébként azóta is a verseny legjobb ideje és ugandai országos csúcs is egyben.

## Fordítás
- Ez a szócikk részben vagy egészben  a   Stephen Kiprotich című angol Wikipédia-szócikk ezen változatának fordításán alapul.  Az eredeti cikk szerkesztőit annak laptörténete sorolja fel. Ez a jelzés csupán a megfogalmazás eredetét és a szerzői jogokat jelzi, nem szolgál a cikkben szereplő információk forrásmegjelöléseként.